# Berrya

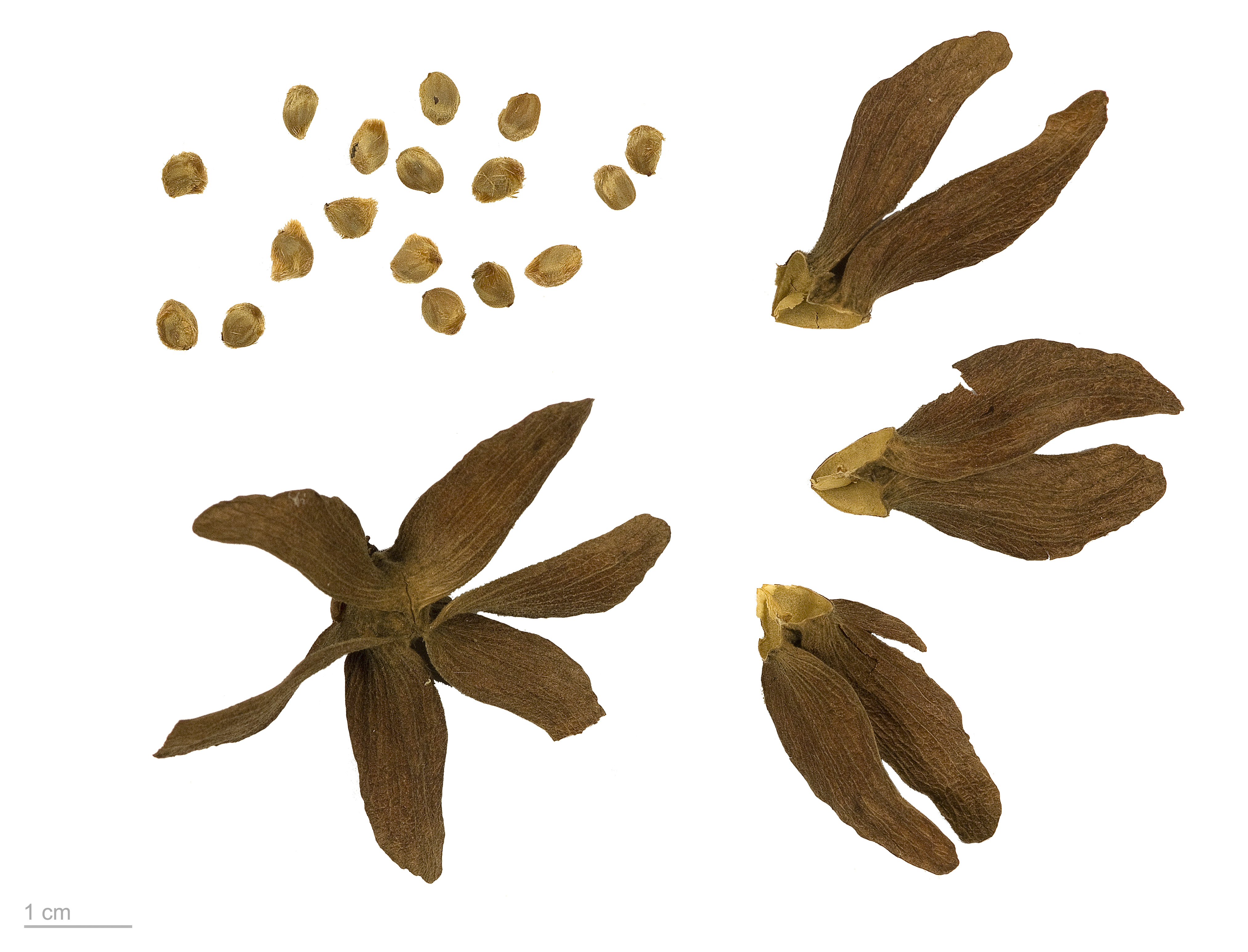
Berrya cordifolia - MHNT

Berrya é um género botânico pertencente à família Malvaceae.
A autoridade do género é Roxb., tendo sido publicado em Plants of the Coast of Coromandel 3: 60. 1819.